# Список ігор на Xbox One

## Список ігор

### Ексклюзивність
- Так = Гра тільки для даної платформи.
- Немає = Гра доступна і на інших консолях даного покоління.
- Консоль = Гра доступна тільки на даної платформи восьмого покоління, але також доступна для консолей інших поколінь або персональному комп'ютері.
- Тимчасова = Ексклюзивність для даної платформи тимчасова і майбутньому гра з'явиться на інших платформах.

### Підтримка Kinect
- Так = Управління в грі здійснюється тільки з допомогою Kinect.
- Підтримується = Управління в даній грі здійснюється як за допомогою геймпада, так і Kinect.
- Немає = Управління в грі здійснюється тільки з допомогою геймпада.

| Назва                                  | Жанр(и)                                       | Розробник(и)                                       | Видавець(і)                            | Ексклюзивність | Kinect        | Азія         | Європа            | Північна Америка  | Джерело              |
| -------------------------------------- | --------------------------------------------- | -------------------------------------------------- | -------------------------------------- | -------------- | ------------- | ------------ | ----------------- | ----------------- | -------------------- |
| »Assassin's Creed IV: чорний прапор"   | Action-adventure, відкритий світ, Стелс-екшен | Ubisoft Montreal                                   | Ubisoft                                | Ні             | Ні            | 2014         | 22 листопада 2013 | 22 листопада 2013 | [ 1 ]                |
| «Battlefield 4»                        | шутер від першої особи                        | EA Digital Illusions CE                            | Electronic Arts                        | Ні             | Підтримується | 2014         | 22 листопада 2013 | 22 листопада 2013 | [ 2 ]                |
| «Below»                                | Квест                                         | Capybara Games                                     | Microsoft Studios                      | Тимчасова      | Ні            | В очікуванні | В очікуванні      | В очікуванні      | [ 3 ]                |
| Microsoft Studios                      | Тимчасова                                     | Ні                                                 | В очікуванні                           | В очікуванні   | В очікуванні  | [ 4 ]        |                   |                   |                      |
| «Call of Duty: Ghosts»                 | First-person shooter                          | Infinity Ward                                      | Activision                             | Ні             | Підтримується | 2014         | 22 листопада 2013 | 22 листопада 2013 | [ 5 ]                |
| «Carmageddon: Reincarnation»           | Гонки на виживання                            | Stainless Games                                    | В очікуванні                           | Ні             | Ні            | В очікуванні | В очікуванні      | 22 листопада 2013 |                      |
| «Cobalt»                               | Action                                        | Oxeye Game Studio                                  | Mojang                                 | Консоль        | Ні            | В очікуванні | В очікуванні      | В очікуванні      | [ 6 ]                |
| "The Crew"                             | Автосимулятор                                 | Ivory Tower                                        | Ubisoft                                | Ні             | Ні            | 2014         | 2014              | 2014              |                      |
| «Crimson Dragon»                       | Рейковий шутер                                | Grounding, Inc. Land Ho! Co. Ltd.                  | Microsoft Studios                      | Так            | Підтримується | 2014         | 22 листопада 2013 | 22 листопада 2013 |                      |
| «Cyberpunk 2077»                       | Action/RPG                                    | CD Projekt RED                                     | CD Projekt RED                         | Ні             | Ні            | 2015         | 2015              | 2015              | [ 7 ]                |
| «D4»                                   | В очікуванні                                  | Access Games                                       | Microsoft Studios                      | Так            | Підтримується | В очікуванні | В очікуванні      | В очікуванні      | [ 8 ]                |
| «Dead Rising 3»                        | Відкритий світ, Survival horror               | Capcom Vancouver                                   | Microsoft Studios                      | Ні             | Підтримується | 2014         | 22 листопада 2013 | 22 листопада 2013 | [ 9 ]                |
| «Destiny»                              | Action/RPG, First-person shooter              | Bungie                                             | Activision                             | Ні             | Ні            | 2014         | 2014              | 2014              | [ 10 ]               |
| «Dragon Age: Inquisition»              | Рольова гра                                   | BioWare                                            | Electronic Arts                        | Ні             | Ні            | 2014         | 2014              | 2014              |                      |
| «Dying Light»                          | First-person shooter                          | Techland                                           | Warner Bros. Interactive               | Ні             | Ні            | 2014         | 2014              | 2014              | [ 11 ]               |
| «EA Sports UFC»                        | Файтинг, Спортивний симулятор                 | EA Canada                                          | Electronic Arts                        | Ні             | Ні            | 2014         | 2014              | 2014              | [ 12 ] [ 13 ]        |
| "The Elder Scrolls Online"             | MMORPG                                        | ZeniMax Online Studios                             | Bethesda Softworks                     | Ні             | Ні            | 2014         | 2014              | 2014              | [ 14 ]               |
| "The Evil Within"                      | Survival horror                               | Tango Gameworks                                    | Bethesda Softworks                     | Ні             | Ні            | 2014         | 2014              | 2014              | [ 15 ]               |
| «Fable Legends»                        | Action/RPG                                    | Lionhead Studios                                   | Microsoft Studios                      | Так            | Підтримується | В очікуванні | В очікуванні      | В очікуванні      | [ 16 ]               |
| «Fantasia: Music Evolved»              | Музична гра                                   | Harmonix Music Systems                             | Disney Interactive                     | Консоль        | Так           | В очікуванні | В очікуванні      | 2014              | [ 17 ]               |
| «FIFA 14»                              | Спортивний симулятор                          | EA Canada                                          | Electronic Arts                        | Ні             | Підтримується | 2014         | 22 листопада 2013 | 22 листопада 2013 | [ 18 ]               |
| "The Fighter Within"                   | Файтинг, Спортивний симулятор                 | Daoka                                              | Ubisoft                                | Так            | Так           | 2014         | 22 листопада 2013 | 22 листопада 2013 | [ 19 ]               |
| «Final Fantasy XV»                     | Японська рольова гра                          | Square Enix                                        | Square Enix                            | Ні             | В очікуванні  | В очікуванні | В очікуванні      | В очікуванні      | [ 20 ]               |
| «Forza Motorsport 5»                   | Автосимулятор                                 | Turn 10 Studios                                    | Microsoft Studios                      | Так            | Підтримується | 2014         | 22 листопада 2013 | 22 листопада 2013 | [ 21 ] [ 22 ]        |
| «Halo 5»                               | First-person shooter                          | 343 Industries                                     | Microsoft Studios                      | Так            | В очікуванні  | 2014         | 2014              | 2014              |                      |
| «Just Dance 2014»                      | Музична гра                                   | Ubisoft                                            | Ubisoft                                | Ні             | Так           | 2014         | 22 листопада 2013 | 22 листопада 2013 |                      |
| «Killer Instinct»                      | Файтинг                                       | Rare Ltd. Double Helix Games                       | Microsoft Studios                      | Так            | Підтримується | 2014         | 22 листопада 2013 | 22 листопада 2013 | [ 23 ]               |
| «Kinect Sports Rivals»                 | Спортивний симулятор                          | Rare Ltd.                                          | Microsoft Studios                      | Так            | Так           | 2014         | 2014              | 2014              | [ 9 ]                |
| «Kingdom Hearts III»                   | Action/RPG                                    | Square Enix                                        | Square Enix                            | Ні             | В очікуванні  | В очікуванні | В очікуванні      | В очікуванні      | [ 24 ]               |
| «Lego Marvel Super Heroes»             | Action-adventure                              | TT Games                                           | Warner Bros. Interactive Entertainment | Ні             | Ні            | 2014         | 22 листопада 2013 | 22 листопада 2013 | [ 25 ]               |
| "Lego The Movie Videogame"             | Action-adventure                              | TT Games                                           | Warner Bros. Interactive Entertainment | Ні             | Ні            | 2014         | 2014              | 2014              | [ 26 ]               |
| «LocoCycle»                            | Автосимулятор                                 | Twisted Pixel                                      | Microsoft Studios                      | Консоль        | Ні            | 2014         | 22 листопада 2013 | 22 листопада 2013 | [ 27 ]               |
| «Lords полеглих»                       | Action/RPG                                    | Deck 13                                            | City Interactive                       | Ні             | Ні            | В очікуванні | В очікуванні      | 2014              | [ 27 ]               |
| «Mad Max»                              | Відкритий світ, шутер від третьої особи       | Avalanche Studios                                  | Warner Bros. Interactive               | Ні             | Ні            | В очікуванні | В очікуванні      | 2014              |                      |
| «Madden NFL 25»                        | Спортивний симулятор                          | Electronic Arts                                    | Electronic Arts                        | Ні             | Ні            | В очікуванні | 22 листопада 2013 | 22 листопада 2013 | [ 28 ]               |
| «Max: The Curse of Brotherhood»        | Платформер, Головоломка                       | натисніть кнопку Play                              | Microsoft Studios                      | Консоль        | Ні            | В очікуванні | В очікуванні      | 2014              | [ 29 ]               |
| «Metal Gear Solid V: The Phantom Pain» | Action-adventure, Стелс-екшен                 | Kojima Productions                                 | Konami                                 | Ні             | Ні            | В очікуванні | В очікуванні      | В очікуванні      |                      |
| «Minecraft: Xbox One Edition»          | Відкритий світ                                | Mojang 4J Studios                                  | Microsoft Studios                      | Так            | Ні            | В очікуванні | В очікуванні      | В очікуванні      |                      |
| «Mirror's Edge 2»                      | Action-adventure, Платформер                  | EA Digital Illusions CE                            | Electronic Arts                        | Ні             | Ні            | В очікуванні | В очікуванні      | В очікуванні      | [ 30 ]               |
| «NBA 2K14»                             | Спортивний симулятор                          | Visual Concepts                                    | 2K Sports                              | Ні             | Ні            | В очікуванні | В очікуванні      | 22 листопада 2013 | [ 31 ]               |
| «NBA Live 14»                          | Спортивний симулятор                          | Electronic Arts                                    | Electronic Arts                        | Ні             | Ні            | 2014         | 22 листопада 2013 | 22 листопада 2013 | [ 32 ]               |
| «Need for Speed: Rivals»               | Автосимулятор                                 | Ghost Games                                        | Electronic Arts                        | Ні             | Ні            | 2014         | 22 листопада 2013 | 22 листопада 2013 | [ 33 ]               |
| «Peggle 2»                             | Головоломка                                   | PopCap Games                                       | Electronic Arts                        | Тимчасова      | Ні            | 2014         | 22 листопада 2013 | 22 листопада 2013 | [ 34 ]               |
| «Plants vs. Zombies: Garden Warfare»   | шутер від третьої особи, Tower Defense        | PopCap Games                                       | Electronic Arts                        | Тимчасова      | Підтримується | 2014         | 2014              | 2014              | [ 35 ] [ 36 ]        |
| «Powerstar Golf»                       | Спортивний симулятор                          | Zoë Mode                                           | Microsoft Studios                      | Так            | В очікуванні  | 2014         | 22 листопада 2013 | 22 листопада 2013 | [ 37 ]               |
| «Project Spark»                        | Відкритий світ                                | Team Dakota                                        | Microsoft Studios                      | Консоль        | Підтримується | В очікуванні | В очікуванні      | 2015              | [ 38 ]               |
| «Quantum Break»                        | шутер від третьої особи                       | Remedy Entertainment                               | Microsoft Studios                      | Так            | Ні            | 2014         | 2014              | 2014              | [ 39 ]               |
| «Ryse: син Риму»                       | Hack and slash                                | Crytek                                             | Microsoft Studios                      | Ні             | Підтримується | 2014         | 22 листопада 2013 | 22 листопада 2013 | [ 40 ]               |
| «Skylanders: Swap Force»               | Платформер                                    | Vicarious Visions                                  | Activision                             | Ні             | Ні            | 2014         | 22 листопада 2013 | 22 листопада 2013 |                      |
| «Sniper Elite 3»                       | Тактичний шутер, Стелс-екшен                  | Rebellion Developments                             | 505 Games                              | Ні             | Ні            | 2015         | 2015              | 2015              |                      |
| «Star Wars: Battlefront»               | Дія, 3D-шутер                                 | EA Digital Illusions CE                            | Electronic Arts LucasArts              | Ні             | В очікуванні  | В очікуванні | В очікуванні      | В очікуванні      |                      |
| «Sunset Overdrive»                     | Відкритий світ, 3D-шутер                      | Insomniac Games                                    | Microsoft Studios                      | Так            | Ні            | В очікуванні | В очікуванні      | В очікуванні      | [ 41 ]               |
| «злодій»                               | Стелс-екшен, шутер від першої особи           | Eidos Montreal                                     | Square Enix                            | Ні             | Ні            | 2014         | 2014              | 2014              | [ 42 ]               |
| «Titanfall»                            | шутер від першої особи                        | Respawn Entertainment                              | Electronic Arts                        | Консоль        | Ні            | В очікуванні | В очікуванні      | 2014              | [ 43 ]               |
| «Tom clancy's Rainbow 6: Patriots»     | шутер від першої особи                        | Ubisoft Montreal Ubisoft Red Storm Ubisoft Toronto | Ubisoft                                | Ні             | В очікуванні  | 2014         | 2014              | 2014              |                      |
| «Tom clancy's The Division»            | шутер від третьої особи, Action/RPG           | Ubisoft Massive                                    | Ubisoft                                | Ні             | Ні            | 2014         | 2014              | 2014              | [ 44 ]               |
| «Trials Fusion»                        | Автосимулятор, Платформер                     | RedLynx                                            | Ubisoft                                | Ні             | Ні            | В очікуванні | В очікуванні      | В очікуванні      |                      |
| «Warhammer 40,000: Eternal Crusade»    | MMORPG                                        | Behaviour Interactive                              | Activision                             | Ні             | В очікуванні  | В очікуванні | В очікуванні      | 2015              | [ 45 ]               |
| «Watch Dogs»                           | Action-adventure, Стелс-екшен, Відкритий світ | Ubisoft Montreal                                   | Ubisoft                                | Ні             | Ні            | 2014         | 22 листопада 2013 | 22 листопада 2013 |                      |
| "The Witcher 3: Wild Hunt"             | Action/RPG, Hack and slash, Відкритий світ    | CD Projekt RED                                     | CD Projekt RED                         | Ні             | Підтримується | 2014         | 2014              | 2014              | [ 46 ]               |
| «Whore of the Orient»                  | Action                                        | Team Bondi                                         | В очікуванні                           | Ні             | В очікуванні  | 2015         | 2015              | 2015              | [ 47 ] [ 48 ] [ 49 ] |
| «Wolfenstein: The New Order»           | First-person shooter                          | MachineGames                                       | Bethesda Softworks                     | Ні             | Ні            | 2014         | 2014              | 2014              | [ 50 ]               |
| «Zoo Tycoon»                           | Економічний симулятор                         | Frontier Developments                              | Microsoft Studios                      | Консоль        | Підтримується | 2014         | 22 листопада 2013 | 22 листопада 2013 | [ 51 ]               |
| «Zumba Fitness: World Party»           | Фітнес                                        | Zoë Mode                                           | Majesco Entertainment                  | Ні             | Так           | 2013         | 22 листопада 2013 | 22 листопада 2013 | [ 52 ]               |